# Kiefer Sutherland
Kiefer William Frederick Dempsey George Rufus Sutherland, ou simplesmente Kiefer Sutherland, (Paddington, 21 de dezembro de 1966) é um ator canadense nascido no Reino Unido. É vencedor dos prémios Emmy e o Globo de Ouro.
Frequentou uma escola católica. É filho dos também atores Donald Sutherland e Shirley Douglas. Também é neto do inventor do sistema de seguro-saúde canadense Tommy Douglas, que foi, em 2004, votado na CBC como "The Greatest Canadian" (algo como "O Maior Canadense"). É mais conhecido pelo seu papel como Jack Bauer, protagonista na série de televisão 24 da Fox, pela qual ganhou o Globo de Ouro e o Emmy de melhor ator em série dramática em 2002 e 2006, respectivamente. Atualmente interpreta o presidente dos Estados Unidos, Tom Kirkman, na série Designated Survivor, da Netflix.

## Biografia
Talvez a melhor descrição para a carreira de Kiefer Sutherland não seja um nicho particular que ele desenvolveu para si, mas sim sua versatilidade. Desde suas sutilezas perfeitas em papéis de coadjuvante, até seu domínio da tela como uma estrela, Sutherland atuou em várias áreas. Seus papéis foram desde papéis profundamente psicológicos, como o estudante de medicina em Flatliners, ao xerife autoritário em Juntando os Pedaços (Picking Up the Pieces), produção de Woody Allen. E, além de seu talento no cinema, Sutherland colecionou créditos como diretor, e um Globo de Ouro de Melhor Ator em Série – Drama em 2001.
Kiefer Sutherland e sua irmã gêmea, Rachel, nasceram de pais atores, Donald Sutherland e Shirley Douglas, no Reino Unido em 21 de dezembro de 1966. Em 1971 seus pais se divorciaram, e Sutherland se mudou de Los Angeles para Toronto com sua mãe. Seis anos depois começou sua carreira no teatro, incluindo uma produção de Throne of Strow. Seu primeira aparição no cinema aconteceu em 1983, no filme Max Dugan Returns, onde trabalhou ao lado de seu pai, Donald Sutherland.
Kiefer ainda tem um meio-irmão, o ator Rossif Sutherland, fruto da união de seu pai com Francine Racette.
A década de 1980 foi o começo de sua longa lista de filmes. Seus papéis mais notáveis foram em Quando Chega o Amor (The Bay Boy), uma história que se passava na década de 30 na Nova Escócia, sendo premiado com o Genie Award e o drama de Rob Reiner, Conta Comigo (Stand by Me), escrito por Stephen King (1986). Apareceu em Os Garotos Perdidos (The Lost Boys) (1987), estrelado também por Jason Patric. Em 1988, aos 20 anos, Sutherland se casou com Camelia Kath, 12 anos mais velha, e teve uma filha chamada Sarah Jude no mesmo ano, nome dado em homenagem a seu grande amigo e músico Jude Cole e à atriz Sarah Jessica Parker. O casamento durou dois anos. Ainda em 1988 ele estrelou Jovens pistoleiros (Young Guns), ao lado, entre outros, de Emilio Estevez.

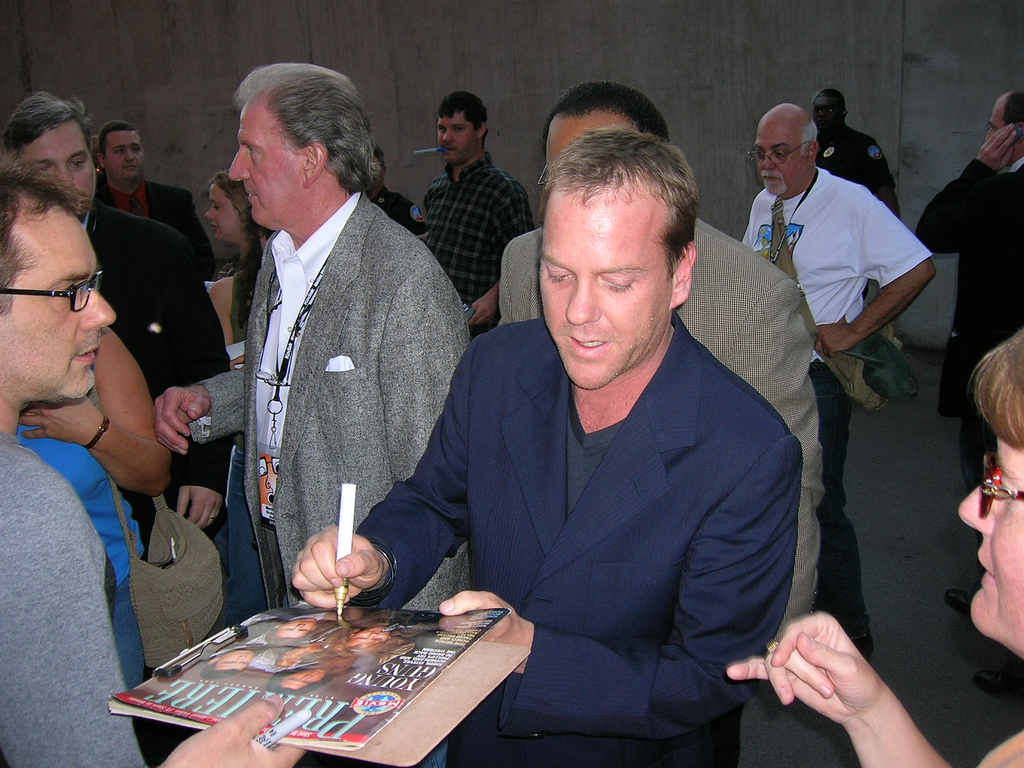
Sutherland em 2007

Linha Mortal (Flatliners), o psicodrama original de 1990, foi estrelado por Sutherland, Kevin Bacon, William Baldwin, Julia Roberts e Oliver Plat. A história era sobre quatro estudantes de medicina fazendo experiências com a morte, tentando, de fato, morrer para ter uma experiência pós-morte, e então os colegas o reviveriam. A história única e as performances fortes chamaram muita atenção para o filme. Sutherland e Roberts viveram um romance fora das telas, que durou por algum tempo depois do filme pronto.
Em 1992 Sutherland trabalhou em outro grande sucesso de bilheteria, Questão de Honra (A Few Good Men), ao lado de Tom Cruise, Jack Nicholson, Demi Moore, e Kevin Bacon. No mesmo ano estreou como diretor em um drama feito para a TV, Last Light, também estrelado por ele e Forest Whitaker, sobre um prisioneiro no corredor da morte. Casou-se pela segunda vez em 1996, com Kelly Winn, mas a relação terminou em 2000.
No final da década de 90 sua carreira assumiu um ritmo, atuando e dirigindo todos os anos. O ano de 1997 apresentou Sutherland como Joey, em um filme noir moderno chamado The Last Days of Frankie the Fly, e como diretor do thriller psicológico Últimas Consequências (Truth or Consequences, N.M.). Em A Namorada do Soldado (A Soldier's Sweetheart), adaptado de uma história do veterano da Guerra do Vietnã Tim O'Brien, fez o papel do narrador dos flashbacks. No mesmo ano, 1998, estrelou no mistério sci-fi Cidade das Sombras (Dark City) com Jennifer Connelly e Rufus Sewell. O segundo filme que trabalhou e dirigiu para TV, Procura-se (Woman Wanted), fez parte de quatro projetos que levavam seu nome em 1999. Apareceu também em um filme alemão chamado Visões Perigosas (After Alice), no drama psicótico Pânico no Ar (Ground Control) com Kristy Swanson e Kelly McGillis, e no thriller The Break Up, estrelando ao lado de Bridget Fonda.

Deixando um pouco de lado seus tons profundos, psicossomáticos e estranhos de seus últimos filmes da década de 90, Sutherland fez o xerife em Juntando os Pedaços (Picking Up the Pieces, 2000). Tendo no elenco David Schwimmer, Cheech Marin, e Sharon Stone, o filme foi uma comédia satírica misturada com um humor meio maluco e com a notável presença de Woody Allen. Voltando ao gênero dramático, Sutherland estrelou a série de ação em tempo real da Fox, 24 Horas como um agente antiterrorista. A série foi sucesso imediato, além de ter muitos fãs, e gradualmente se tornou o grande hit de 2001. Seu papel na série lhe rendeu um Globo de Ouro de Melhor Ator em uma Série-Drama.

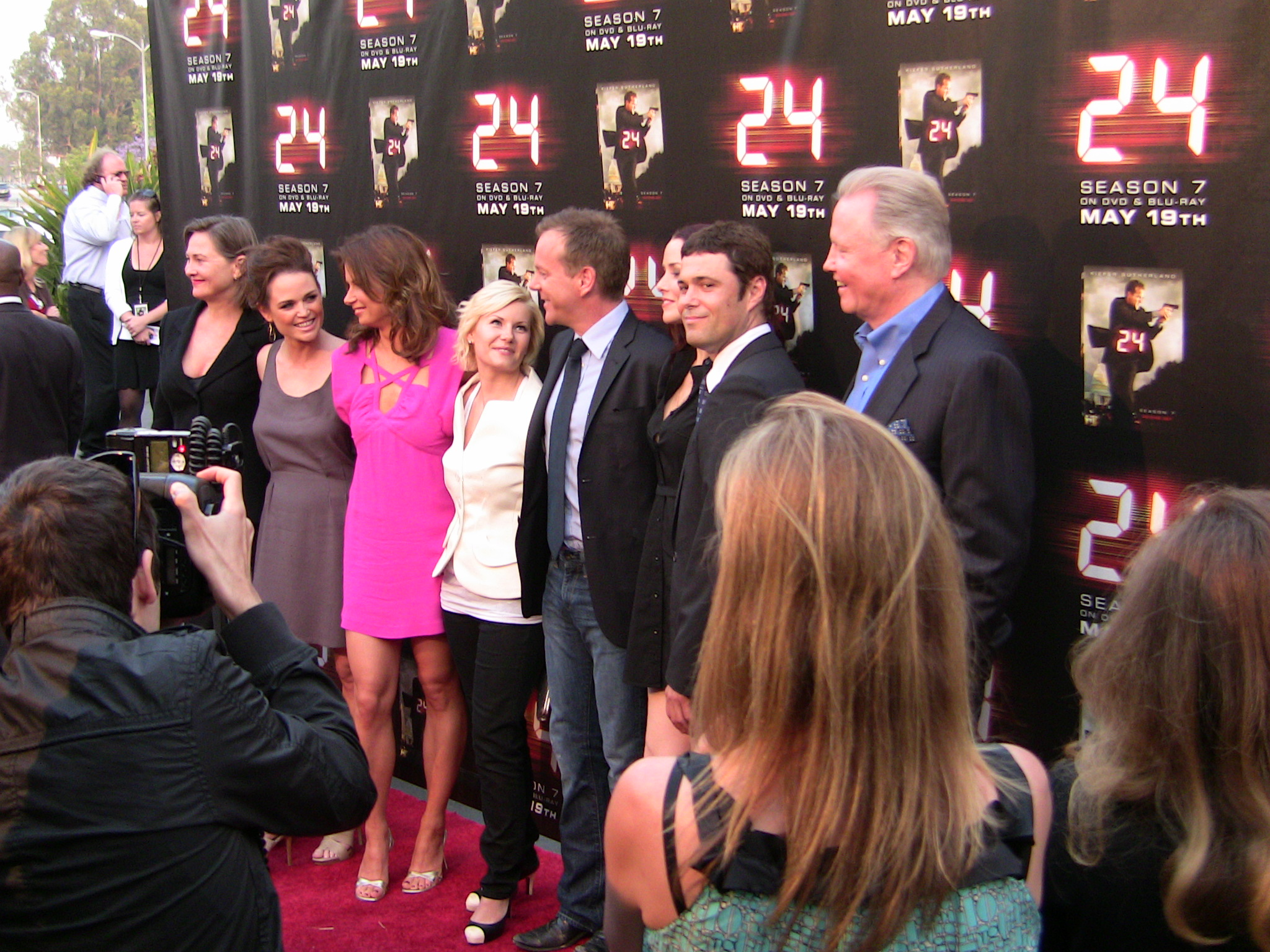
O elenco da série 24 Horas na sétima temporada em 2009, Los Angeles

Aproveitando o sucesso de 24 Horas, Sutherland teve papéis em filmes de sucesso. Em 2003 foi o vilão ameaçador no thriller Por um fio (Phonebooth) com Colin Farrell. No ano seguinte fez o papel de um outro bad-guy no filme que estrelou ao lado de Ethan Hawke e Angelina Jolie, Roubando Vidas (Taking Lives).
Desde 2001 tem um estúdio com seu amigo e produtor musical Jude Cole, chamado Iron Works que lança artistas novos no mercado.

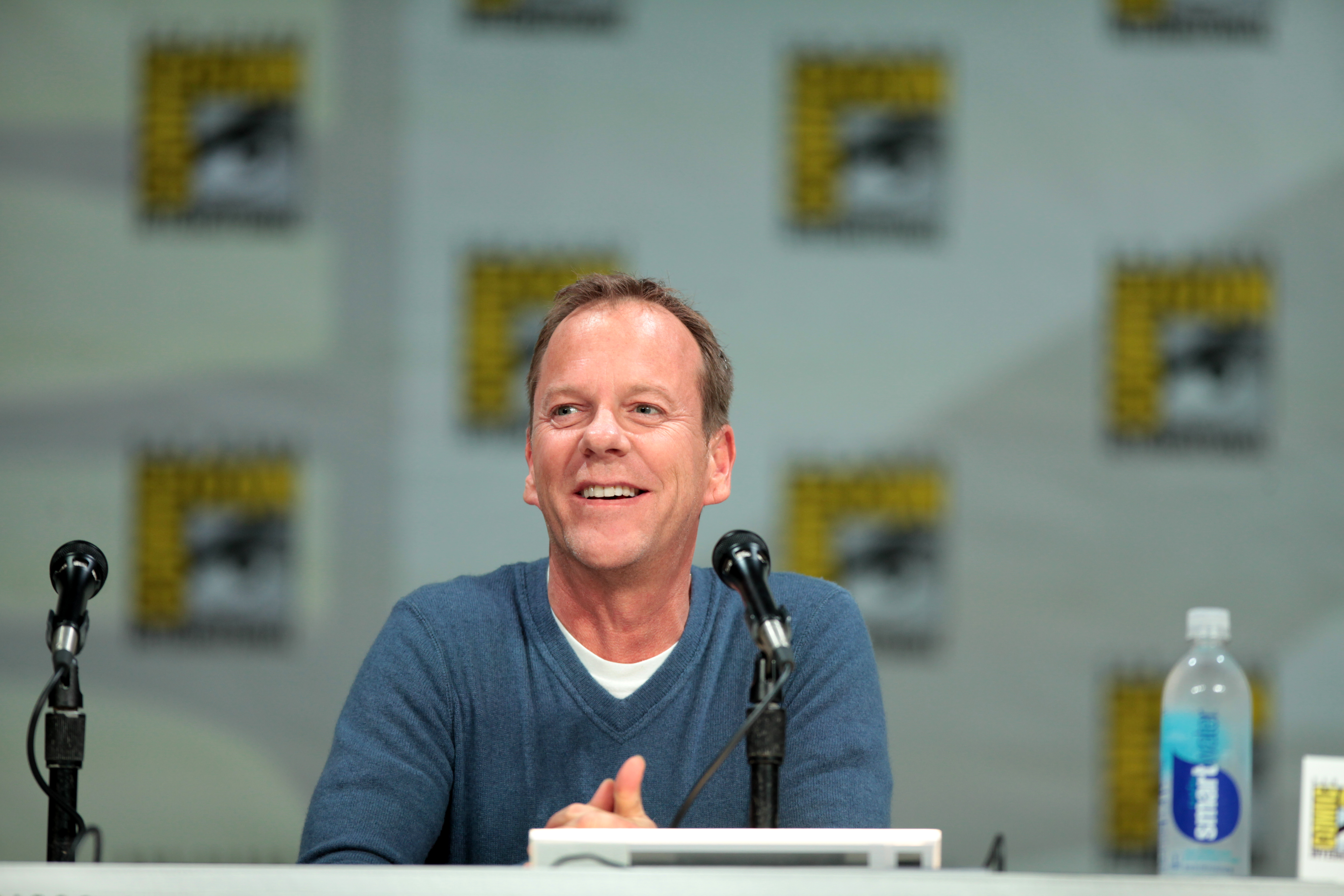
Sutherland em 2014

Kiefer Sutherland foi preso em 25 de setembro de 2007 sendo acusado por estar dirigindo bêbado, foi seu segundo incidente desde 2004 depois de ter sido reprovado pelo teste de sobriedade. Foi apontado que durante o teste, o nível de alcoól em seu sangue estava acima do era permitido no Estado, tendo que pagar uma fiança de 25.000 dólares. Sutherland não apresentou defesa na acusação de dirigir embriagado sendo sentenciado a 48 dias na prisão. Inicialmente ele teria conseguido cumprir 18 dias da pena na cadeia durante as filmagens do seriado "24 Horas", nas pausas de filmagens no período de inverno no final de dezembro até o começo de janeiro de 2008, planejando retornar ao cárcere depois do final da produção da sétima temporada. Mas isso não aconteceu pois com a greve dos roteiristas, interrompendo a produção do seriado Kiefer Sutherland teve que cumprir sua sentença de 48 dias integralmente. A revista People citou em sua coluna que Kiefer Sutherland cumpriu pena no período do Ano Novo, Natal e seu Aniversário e teve apenas 1 visita neste período.
Em 2011 após o término da série 24 horas, Kiefer iniciou a Webserie The Confession.
Em 6 de Junho de 2013 foi anunciado que ele seria a nova voz de Venom Snake e Big Boss no jogo da KONAMI Metal Gear Solid V: The Phantom Pain.

## Trabalhos

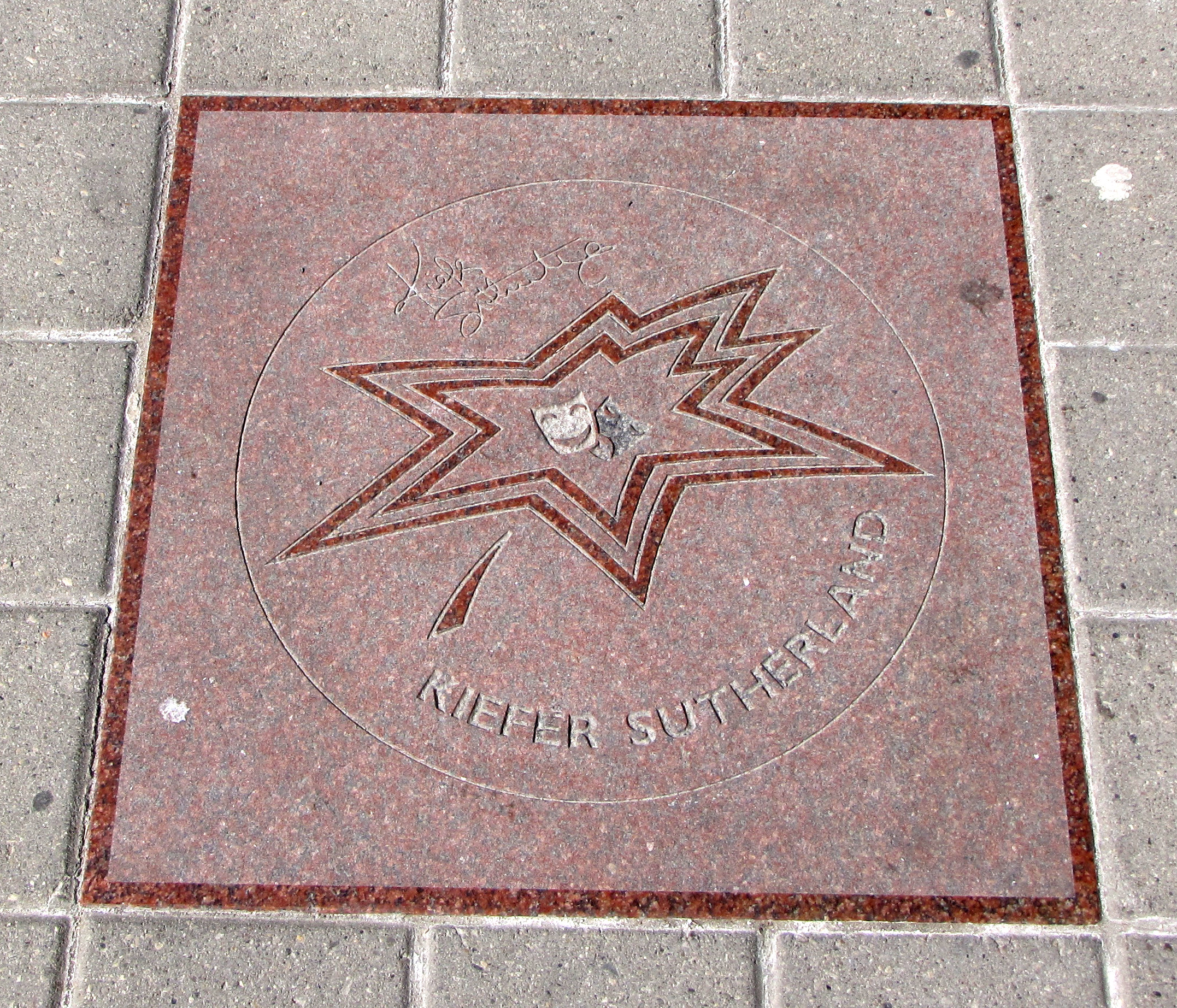
Estrela de Kiefer Sutherland na Calçada da fama do Canadá.

Sutherland dirigiu e atuou em mais de cinquenta filmes e em diversas série para televisão. São listados abaixo pelo ano de produção os filmes em que ele participou:

## Filmografia

### Cinema
- 2016 - O retorno de Jonh Henry - Jonh Henry
- 2016 - Zoolander 2 - Ele mesmo
- 2016 - MGSV:The Phantom Pain (voz)
- 2014 - Pompeii[2]
- 2011 - The Confession (filme)|
- 2011 - Melancholia - John
- 2010 - Twelve (voz) (Narrador)
- 2008 - Monsters vs. Aliens (voz)
- 2007 - Mirrors
- 2006 - I Trust You to Kill Me
- 2006 - Sentinela - David Breckinridge
- 2006 - Selvagem (voz) - Samson
- 2006 - 24: O Jogo (VG) (voz) - Jack Bauer
- 2005 - Honra e Liberdade - Doyle
- 2004 - Roubando Vidas - Hart
- 2003 - The Land Before Time X: The Great Longneck Migration (V) (voz) - Bron
- 2003 - Rumo Ao Paraíso - Paul Gauguin
- 2002 - Por Um Fio - O Franco-Atirador
- 2002 - Segredos de Família - Roy
- 2002 - No Encalço da Máfia - Pally LaMarr
- 2002 - Assassinos de Aluguel - Arthur Banks
- 2001 - A Última das Guerras - Lt. Jim Reardon
- 2001 - Roda de Fogo - Hank Braxton
- 2000 - Dupla Tentação - Michael Farrow-Smith
- 2000 - Juntando os Pedaços - Bobo
- 2000 - Procura-se - Wendell Goddard, também foi diretor do filme
- 2000 - Anos Loucos - William S. Burroughs
- 1999 - Visões Perigosas - Mickey Hayden
- 1998 - Pânico no Ar - Jack Harris
- 1998 - Relação Explosiva - John Box
- 1998 - A Namorada do Soldado - Rat Kiley
- 1998 - Cidade Das Sombras - Dr. Daniel P. Schreber
- 1997 - Armitage III: Poly Matrix (V) (voz) - Ross Sylibus
- 1997 - Últimas Consequências - Curtis Freley, também foi diretor do filme
- 1997 - A Sombra do Desejo - Joey
- 1996 - Tempo de Matar - Freddie Lee Cobb
- 1996 - Olho Por Olho - Robert Doob
- 1996 - Freeway - Sem Saída - Bob Wolverton
- 1995 - O Próximo Alvo (não foi creditado no filme)
- 1994 - Jeito de Cowboy - Sonny Gilstrap
- 1994 - Uma Garota em Apuros (não foi creditado no filme) - Roadblock Officer
- 1993 - Os Três Mosqueteiros - Athos
- 1993 - O Silêncio do Lago - Jeff Harriman
- 1992 - Questão de Honra - Lt. Jonathan Kendrick
- 1992 - Twin Peaks: Os Últimos Dias de Laura Palmer - Sam Stanley
- 1992 - Hospital de Heróis - Dr. Peter Morgan
- 1990 - O Quebra-nozes (voz) - Quebra-nozes
- 1990 - Linha Mortal - Nelson
- 1990 - Jovens Demais Para Morrer - Josiah Gordon 'Doc' Scurlock
- 1990 - Noites de Crime e Paixão - Karl Hulten
- 1990 - Quase sem Destino - John Buckner
- 1989 - Renegades (1989) - Buster McHenry
- 1988 - 1969 - O Ano Que Mudou Nossas Vidas - Scott
- 1988 - Os Jovens Pistoleiros - Josiah Gordon 'Doc' Scurlock
- 1988 - Nova Iorque - Uma Cidade Em Delírio - Tad Allagash
- 1987 - A Hora De Matar - The Stranger
- 1987 - Crazy Moon - Brooks
- 1987 - Os Garotos Perdidos - David
- 1987 - Terra Prometida - Danny
- 1986 - Conta Comigo - Ace Merrill
- 1986 - Caminhos Violentos - Tim
- 1984 - Quando Chega o Amor - Donald Campbell
- 1983 - O Retorno de Max Dugan - Bill

### Televisão
- 2016 - Designated Survivor - Tom Kirkman
- 2012 - Touch - Martin Bohm
- 2011 - The Confession
- 2008 - 24 Horas: A Redenção (TV) - Jack Bauer
- 2007 - Os Simpsons - Episódio 24 Minutos - Jack Bauer (voz)
- 2005 - The Flight That Fought Back (TV) (voz) - Narrador
- 2003 - L.A. Confidential (TV) - Det. Jack Vincennes
- 2001- 2010 - 24 Horas
- 1999 - Watership Down Série de TV (voz) - Hickory (I)
- 1996 - Duke of Groove (TV) - Apresentador
- 1996 - Fallen Angels - Love and Blood - Episódio do seriado - Matt Cordell
- 1993 - Last Light (TV) - Denver Bayliss
- 1992 - Amazing Stories: Book One Seriado - Static Episódio "The Mission"
- 1991 - Saturday Night Live - Episódio #17.5 - Apresentador
- 1986 - Refém do Silêncio (TV) - Kevin Richter
- 1986 - Irmandade da Justiça (TV) - Victor
- 1985 - Amazing Stories - The Mission TV Episódio - Static

## Prêmios e indicações

### Emmy
- 2006 - Melhor ator - drama (24 horas)
- 2005 - Indicado como melhor ator - drama (24 horas)
- 2004 - Indicado como melhor ator - drama (24 horas)
- 2003 - Indicado como melhor ator - drama (24 horas)
- 2002 - Indicado como melhor ator - drama (24 horas)

### Globo de Ouro
- 2007 - Indicado como Melhor Ator (série dramática) em televisão (24 horas)
- 2006 - Indicado como Melhor Ator (série dramática) em televisão (24 horas)
- 2004 - Indicado como Melhor Ator (série dramática) em televisão (24 horas)
- 2003 - Indicado como Melhor Ator (série dramática) em televisão (24 horas)
- 2002 - Vencedor Melhor Ator (série dramática) em televisão (24 horas)

### Outros
- 1985 - Genie Awards - Indicado como melhor ator (The Bay Boy)
- 1997 - MTV Movie Awards - indicado como melhor vilão (A Time to Kill)
- 2004 - MTV Movie Awards - indicado como melhor vilão (Phone Booth)
- 2002 - Satellite Awards - Melhor ator - drama (24 horas)
- 2003 - Satellite Awards - Melhor ator - drama (24 horas)
- 2003 - Prémios Screen Actors Guild - Indicado como Melhor Ator (série dramática) (24 horas)
- 2004 - Screen Actors Guild Awards - Vencedor Melhor Ator (série dramática) - drama (24 horas)
- 2005 - Screen Actors Guild Awards - Indicado como Melhor Ator (série dramática) (24 horas)
- 2006 - Screen Actors Guild Awards - Vencedor Melhor Ator (série dramática) - drama (24 horas)
- 2002 - Television Critics Association Awards - Indicado como melhor ator - drama (24 horas)
- 2003 - Television Critics Association Awards - Indicado como melhor ator - drama (24 horas)
- 2004 - Television Critics Association Awards - Indicado como melhor ator - drama (24 horas)
- 2005 - Television Critics Association Awards - Indicado como melhor ator - drama (24 horas)
- 2006 - Television Critics Association Awards - Indicado como melhor ator - drama (24 horas)
- 2006 - Monte-Carlo TV Festival - Melhor ator - drama (24 horas)
- 2006 - People's Choice Awards - indicado como "estrela masculina favorita"